# 台湾ドーナツ
台湾ドーナツ（たいわんドーナツ、繁体字中国語: 台灣甜甜圈）は、台湾の夜市発祥のドーナツの一種。台湾では、夜市以外にも、学校のそばの小さな商店などでもよく売られている、子ども達の定番おやつの一つである。台湾を訪れる日本人観光客の間で話題になっているという。

## 概要
衣をつけて揚げた揚げたてのドーナツにたっぷりと砂糖をまぶしたもの。外側はカリカリしており、内側はフワフワとした食感である。

## 日本での商品化
コンビニエンスストアのローソンは、2020年5月に台湾ドーナツを商品化して販売している。また、山崎製パンも同年の6月に商品化している。

## 評価
アスキーグルメの記者であるナベコは、ローソンから発売された「台湾ドーナツ」についてレビューし、台北にある人気のドーナツ店「ツイピーシェンナイティェンティェンジュワン」（繁体字中国語: 脆皮鮮奶甜甜圈）をモチーフにしているのではないかと推測している。